# إي. راي ستيفنز
إي. راي ستيفنز (بالإنجليزية: E. Ray Stevens)‏ هو قاضي ومحامي وسياسي أمريكي، ولد في 1869، وتوفي في 1930. انتخب عضو جمعية ولاية ويسكونسن.